# Bill Stewart (zenész)
Bill Stewart (Des Moines, 1966. október 18. –) amerikai dzsesszdobos.

## Pályafutás
Bill Stewart enész családból származik, hétéves kora óta dobol. A Cedar Falls-i University of Northern Iowa-i tanult, ahol a helyi zenekarban, valamint különböző indulózenekarokban játszott. 1986 és 1988 között a William Patterson College-ban tanult Dave Samuels, Rufus Reid és Harold Mabern mellett. Itt ismerkedett meg Joe Lovanoval, és készítette el első felvételeit Scott Kreitzerrel és Armen Doneliannal.
1988-ban Brooklynba költözött. Ott trióban dolgozott Larry Goldingsszal és Peter Bernsteinnel. Több Maceo Parker albumon is dobolt.
1990-95 között tagja volt John Scofield együttesének Adam Nussbaum helyén. Az ezredfordulón egy trióban játszott Pat Methenyvel és Larry Grenadierrel.
Kevin Haysszel és Larry Goldingsszal létrehozta a Bill Stewart Triót.
Stewart azt mondja, nagyon fontosnak tartja, hogy olyan felállásokat találjon meg, amelyekben a képességek kiegészítik egymást, ezért felszabadultan, otthonosan megszólal meg a zenéjük.

## Albumok
(zenekarvezető)
- Think Before You Think (1990)
- Snide Remarks (1995)
- Telepathy (1997)
- Catability (1998)
- Drum Crazy (2005)
- Keynote Speakers (2005)
- Incandescence (2008)
- Live at Smalls ( 2011)
- Ramshackle Serenade (2014)
- Space Squid (2015)
- Band Menu (2018)